# 天理小学校
天理小学校（てんりしょうがっこう）は、奈良県天理市杣之内町にある私立小学校。

## 沿革
- 1925年（大正14年）現在の天理小学校が誕生。それ以前の歴史については、天理高等学校の項を参照。

## 特徴
天理教の学校であるため、朝は天理教教会本部への参拝から始まるほか、教科科目に宗教の時間がある。宗教の時間は週一回ほど。独自の教科書に沿って天理教の教理などを学ぶほか、礼拝場（校舎内）でおつとめ（宗教用語）の指導。

## 関連学校
- 天理幼稚園
- 天理中学校
- 天理高等学校
- 天理大学